# Carballeda de Valdeorras
Carballeda de Valdeorras ist eine spanische Gemeinde (Concello) mit 1.341 Einwohnern (Stand: 2024) in der Provinz Ourense der Autonomen Gemeinschaft Galicien.

## Geografie
Carballeda de Valdeorras liegt am östlichen Rand der Provinz Ourense an der Grenze zu dem Provinzen León und Zamora der Autonomen Gemeinschaft Kastilien und León ca. 80 Kilometer östlich der Provinzhauptstadt Ourense.
Umgeben wird Carballeda de Valdeorras von den sieben Nachbargemeinden:
| O Barco de Valdeorras | Rubiá                                       | Puente de Domingo Flórez (León) |
|                       | Kompassrose, die auf Nachbargemeinden zeigt | Benuza (León)                   |
| A Veiga               | Porto (Zamora)                              | Encinedo (León)                 |

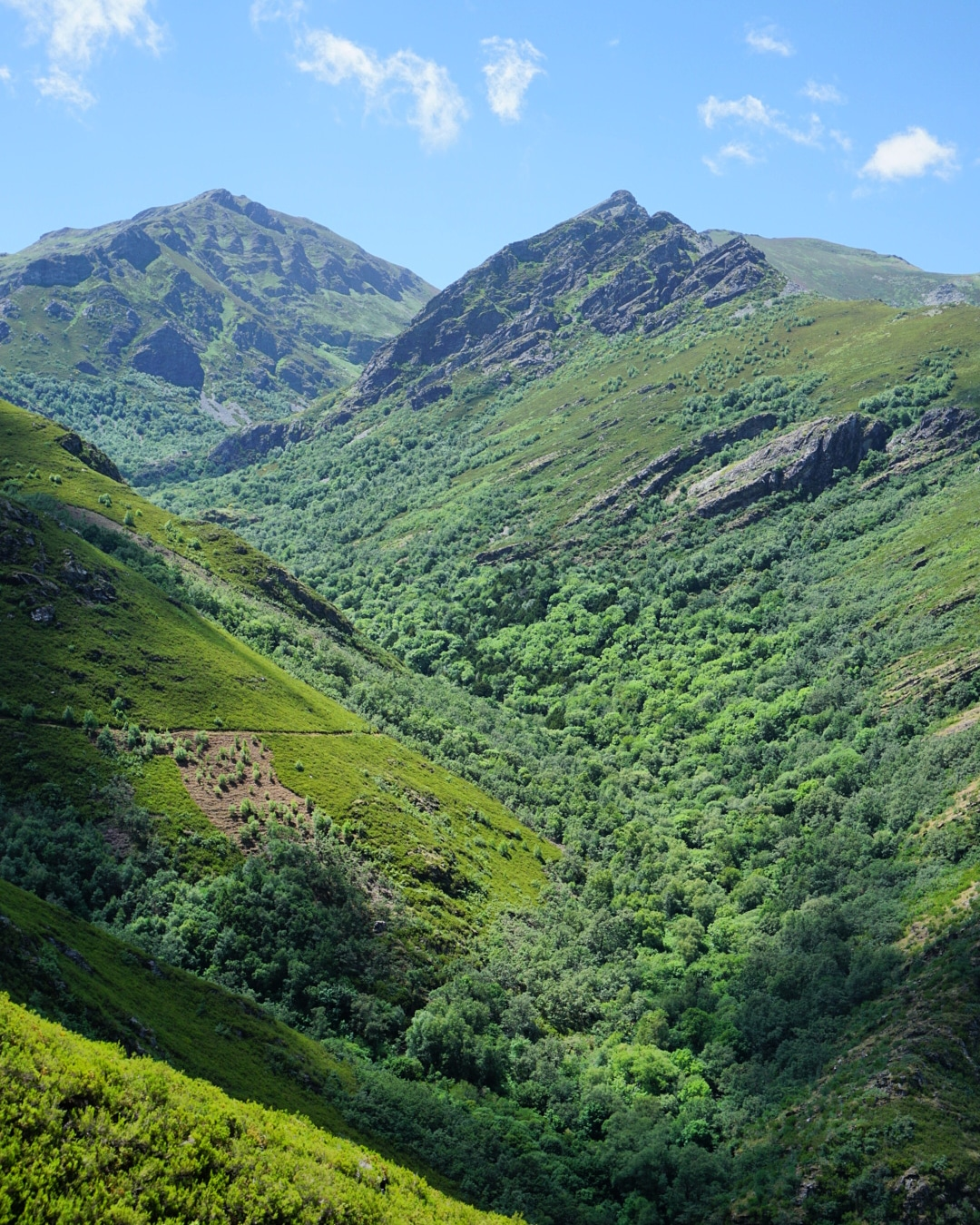
O Teixedal de Casaio in der Nähe des höchsten Gipfels Galiciens, Pena Trevinca, im Natura-2000-Schutzgebiet, ist einer der am besten erhaltenen Eibenwälder der Iberischen Halbinsel

Der Sil durchquert das nördliche Gemeindegebiet von Ost nach West und wird dabei durch den Encoro de Pumares gestaut. Im Nordwesten erhebt sich ein Gebirge, das fast vollständig von Fließgewässern umgeben ist, unter anderem vom Río Radiolas o Casoio, der im kleineren Encoro de Casoio gestaut wird, bevor er in den Sil mündet. Der höchste Berg ist hier der Poula das Borraxes (1492 m). Höhere Erhebungen finden sich in der Serra do Eixe, die sich von Nordwest nach Südost an der Grenze zur Nachbargemeinde A Veiga entlangzieht. Hier sind zu nennen der Pena Cabrón (1363 m), der Alto da Moneda (1525 m), der Altos do Campanario (1562 m) und schließlich im äußersten Süden der Pena Survia (2116 m). Ein Teil des Gemeindegebiets ist seit Februar 1999 als Schutzgebiet „Pena Trevinca“ des Natura 2000-Netzes ausgewiesen.

## Bevölkerungsentwicklung der Gemeinde
Legende: Carballeda___Carballeda de Valdeorras

Quelle: INE-Archiv – grafische Aufarbeitung für Wikipedia
Nach einem Anwachsen der Gemeindegröße auf knapp 4300 Einwohner um 1940 sank die Zahl der Bevölkerung in der Folgezeit stetig bis unter 1500.
| Männer | Alterstufe | Frauen |
| ------ | ---------- | ------ |
| 0      | 100+       | 0      |
| 4      | 95–99      | 3      |
| 10     | 90–94      | 17     |
| 27     | 85–89      | 47     |
| 29     | 80–84      | 41     |
| 52     | 75–79      | 48     |
| 55     | 70–74      | 51     |
| 61     | 65–69      | 56     |
| 69     | 60–64      | 62     |
| 62     | 55–59      | 53     |
| 60     | 50–54      | 48     |
| 46     | 45–49      | 36     |
| 55     | 40–44      | 49     |
| 62     | 35–39      | 35     |
| 38     | 30–34      | 44     |
| 28     | 25–29      | 30     |
| 27     | 20–24      | 18     |
| 13     | 15–19      | 10     |
| 16     | 10–14      | 18     |
| 19     | 5–9        | 23     |
| 26     | 0–4        | 12     |

Am 1. Januar 2021 waren ca. 56 % der Bevölkerung (rund 58 % der Männer und rund 54 % der Frauen) im erwerbsfähigen Alter (20–64), während dieser Wert für ganz Spanien ca. 61 % betrug.
Eine erhebliche Überalterung der Bevölkerung der Gemeinde zeigt folgende Tabelle, bei der das Verhältnis von Gruppen von älteren Personen mit Gruppen von Personen der jüngeren Generation verglichen wird:
| Alter | Anzahl Personen | Alter | Anzahl Personen | Provinz | Galicien | Spanien |
| ----- | --------------- | ----- | --------------- | ------- | -------- | ------- |
| 60–64 | 100             | 20–24 | 34              | 51      | 58       | 79      |
| 55–59 | 100             | 15–19 | 20              | 49      | 57       | 71      |
| 50–54 | 100             | 10–14 | 31              | 50      | 56       | 68      |

## Gemeindegliederung
Die Gemeinde Carballeda de Valdeorras ist in 17 Parroquias gegliedert:
| Parroquias          | Patrozinium          | Einwohner 2024 | Fläche km² | Dichte Einw./km² | Höhe msnm | Ortskennzahl |
| ------------------- | -------------------- | -------------- | ---------- | ---------------- | --------- | ------------ |
| Candeda             | San Bernabeu         | 18             | 16,88      | 1                | 900       | 32017010000  |
| Carballeda          | San Vicenzo          | 47             | 4,86       | 10               | 598       | 32017020000  |
| Casaio              | Santa María          | 256            | 68,39      | 4                | 949       | 32017030000  |
| Casoio              | San Xulián           | 38             | 4,54       | 8                | 652       | 32017040000  |
| Domiz               | San Bernabeu         | 39             | 7,50       | 5                | 748       | 32017050000  |
| Lardeira            | San Tirso            | 28             | 14,38      | 2                | 1249      | 32017060000  |
| A Portela do Trigal | Santa Ana            | 36             | 8,53       | 4                | 700       | 32017070000  |
| Pumares             | San Martiño          | 51             | 5,87       | 9                | 365       | 32017080000  |
| Pusmazán            | San Mateo            | 37             | 2,39       | 15               | 902       | 32017090000  |
| Riodolas            | Santa María          | 6              | 33,94      | 0                | 730       | 32017100000  |
| Robledo             | Santa María          | 103            | 4,58       | 22               | 530       | 32017110000  |
| San Xusto           | San Xusto            | 74             | 4,18       | 18               | 365       | 32017120000  |
| Santa Cruz          | Santa Cruz           | 36             | 3,93       | 9                | 764       | 32017130000  |
| Sobradelo           | Santa María          | 495            | 8,41       | 59               | 352       | 32017140000  |
| Soutadoiro          | Santa Isabel         | 12             | 25,43      | 0                | 1089      | 32017150000  |
| Vila                | Santa María Madanela | 12             | 6,23       | 2                | 664       | 32017160000  |
| Viladequinta        | San Pedro            | 85             | 2,67       | 32               | 508       | 32017170000  |

Der Sitz der Gemeinde befindet sich in Carballeda in der gleichnamigen Parroquia.

## Wirtschaft
| Ackerbau, Viehzucht und Fischerei                                                  | 013 | 04,00  |
| Industrie                                                                          | 133 | 040,92 |
| Bauwirtschaft                                                                      | 08  | 02,46  |
| Dienstleistungsbetriebe                                                            | 171 | 052,62 |
| Total                                                                              | 325 | 100,00 |
| * Daten aus dem Statistischen Amt für Wirtschaftliche Entwicklung in Galicien, IGE |     |        |

## Verkehr

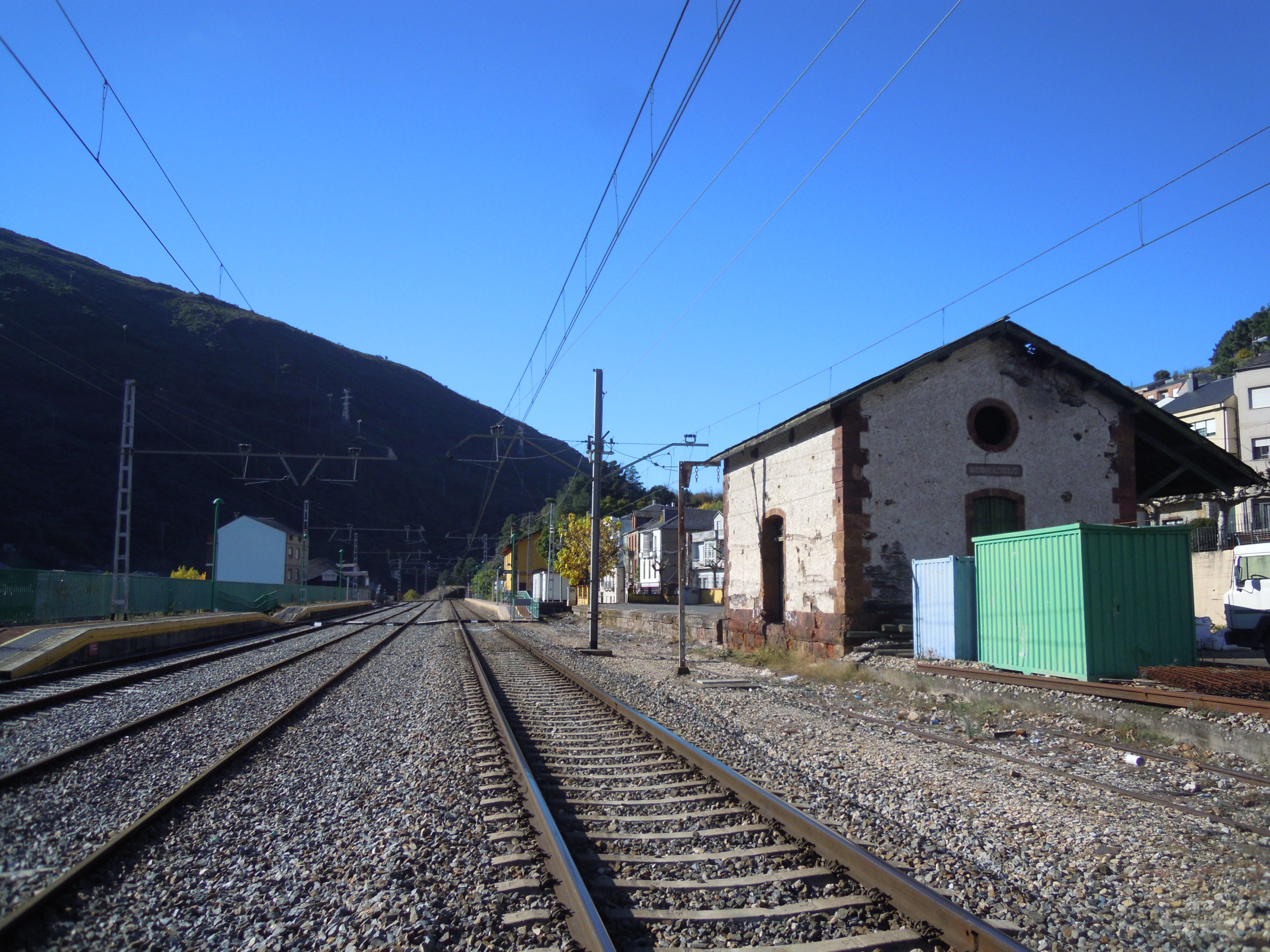
Haltepunkt Sobradelo

Die Nationalstraße N-536 von Ponferrada über Puente de Domingo Flórez im Osten nach Vilamartín de Valdeorras über O Barco de Valdeorras im Westen verläuft im Siltal entlang des Flusses. Die Provinzstraße OU-122 verläuft quer durch das Gemeindegebiet in südöstlicher Richtung und führt in die Nachbargemeinde Encinedo.
In der Parroquia Sobradelo am Zusammenfluss des Río Casoio und dem Sil befindet sich der Haltepunkt, der die Gemeinde bedient und an dem Züge der Renfe Media Distancia nach Ponferrada, zum Bahnhof Vigo-Guixar und nach Madrid halten.